# Der Vorzugsschüler
Der Vorzugsschüler ist eine Novelle von Joseph Roth, die zuerst am 10. September 1916 in dem Wiener Blatt Österreichs Illustrierte Zeitung erschien. Der Primus Anton stellt im Leben fast alles richtig an, nur das Lachen und Lieben versagt er sich nach Ansicht des Autors.

## Inhalt
Das Söhnchen des Briefträgers Andreas Wanzl und seiner Frau gerät ganz nach ihren Vorstellungen. Der Kleine ist klug, gibt immer recht, kann in der Schule stundenlang mit dem Kopf nicken und braucht stets Mitschüler, die er überflügeln kann. Später dann studiert Anton Philologie. Die Wissenschaft ist aber nicht alles. Immer nur gehorchen ist anstrengend. Antons unermessliche Herrschsucht verlangt nach einem liebenden Weibe, dem er nach Herzenslust befehlen kann. Zunächst ist die Miederverkäuferin Mizzi Schinagl (Antons Bildungsstand weit unterlegen) seine Auserwählte.
Nach der Überzeugung des Erzählers sind Vorzugsschüler wie Anton mit einem Instinkt ausgerüstet. Jener Instinkt bringt Anton auf die Idee, nicht Mizzi ist die passende Frau für ihn, sondern Lavinia Kreitmeyr, einziges Töchterchen des Hofrats Sabbäus Kreitmeyr, Direktor des II. k. k. Staatsgymnasiums und „Philologe von Ruf“. Anton macht jedoch bewusst nicht Lavinia, sondern der Frau Mama den Hof. Mit diesem Dreh bootet Anton einen unerfahrenen Verehrer Lavinias aus. Anton verlobt sich mit Lavinia und heiratet sie. Mizzi bezeichnet ihn daraufhin als „Feigling“, „Heuchler“ und „Scheinheiliger“. Sie bekommt ein uneheliches Kind von Anton, das aber tot geboren wird.
Anton lässt sich in das kleine Gymnasium seiner Heimatstadt versetzen. Als der dortige alte Direktor (nicht zuletzt angesichts negativer Meldungen von Anton Wanzl an die vorgesetzte Schulbehörde) von seinem Posten abberufen wird und daraufhin stirbt, tritt Dr. Anton Wanzl die Nachfolge an.
Aus der Ehe mit Lavinia gehen keine Kinder hervor. Das Paar lebt trotzdem noch lange glücklich. Anton wird von Lavinia bewundert. Er lächelt über die Welt, aber höchstens insgeheim und auch nur in seinen vier Wänden. Schließlich lassen die lebenslang stark überspannten Kräfte bei Anton nach. Der Herr Direktor erkrankt und stirbt an einer Lungenentzündung. In seinem schwarzen Metallsarg liegend, darf Anton endlich lachen.

## Form
Das Leben Antons wird im Stil eines Bänkelsangs vorgetragen. Passend dazu werden eingängige Wendungen wiederholt: „Man mußte es nur geschickt anstellen. Und etwas geschickt anstellen – das verstand Anton.“

## Rezeption

Österreichs Illustrierte Zeitung, 1915/1916

- „Der Streich, den Anton Wanzl der Gesellschaft spielt, ist seine Anpassung noch vor der drohenden Erziehung.“[2]
- Der Textanfang erinnert an Thomas Manns Novelle Das Wunderkind aus dem Jahr 1903.[3]
- Ausgehend von der Textpassage „...Mizzi Schinagl war Miederverkäuferin bei Popper, Eibenschütz...“[4] stellt Bier in seiner Kurzbesprechung ein klein wenig weit hergeholte Namensbetrachtungen an. Mit Mizzi erinnere der Ironiker Roth den Wiener Leser aus oben genannten Jahr 1916 an die Protagonistin Maria in Enrica von Handel-Mazzettis Jesse und Maria (1906), mit Popper an Josef Popper-Lynkeus und mit Eibenschütz an den bereits „1764 verstorbenen Jonathan Eibenschütz“. Zu der Figur des Hofrats Sabbäus Kreitmeyr fällt Bier der Bayer Wiguläus Kreittmayer ein.[5]